# Testosterone
Testosterone là một hoóc môn steroid từ nhóm androgen và được tìm thấy trong động vật có vú, bò sát, chim và các động vật có xương sống. Ở động vật có vú, testosterone được tiết ra chủ yếu trong tinh hoàn của con đực và buồng trứng của con cái, mặc dù một lượng nhỏ cũng được tiết ra bởi tuyến thượng thận. Đây là hoóc môn tình dục chính của con đực và đồng thời cũng là một steroid đồng hóa.
Ở loài người, hóc-môn testosterone chính do tinh hoàn tiết ra bắt đầu có từ tuổi dậy thì, được tiết ra do kích thích của các gonadotropin tuyến yên và thải qua nước tiểu dưới dạng androsteron mất hết hoạt tính. Đóng một vai trò quan trọng trong sự phát triển của các mô sinh sản của nam như tinh hoàn và tuyến tiền liệt cũng như thúc đẩy các đặc tính sinh dục phụ như làm tăng cơ bắp, xương và sự phát triển tóc. Ngoài ra, testosterone là cần thiết cho sức khỏe và hạnh phúc cũng như phòng ngừa bệnh loãng xương.
Trung bình, ở một người nam giới trưởng thành, cơ thể tạo ra nhiều hơn khoảng 10 lần testosterone so với cơ thể phụ nữ trưởng thành, nhưng phụ nữ lại nhạy cảm với hormone này hơn nam giới.
Testosterone được bảo toàn qua hầu hết các động vật có xương sống, mặc dù cá làm cho một hình thức hơi khác nhau được gọi là 11-ketotestosterone. Chất tương đương ở côn trùng là ecdysone. Những hormone steroid cho thấy rằng hormone giới tính có một lịch sử cổ đại về tiến hóa.